# ツァボ川

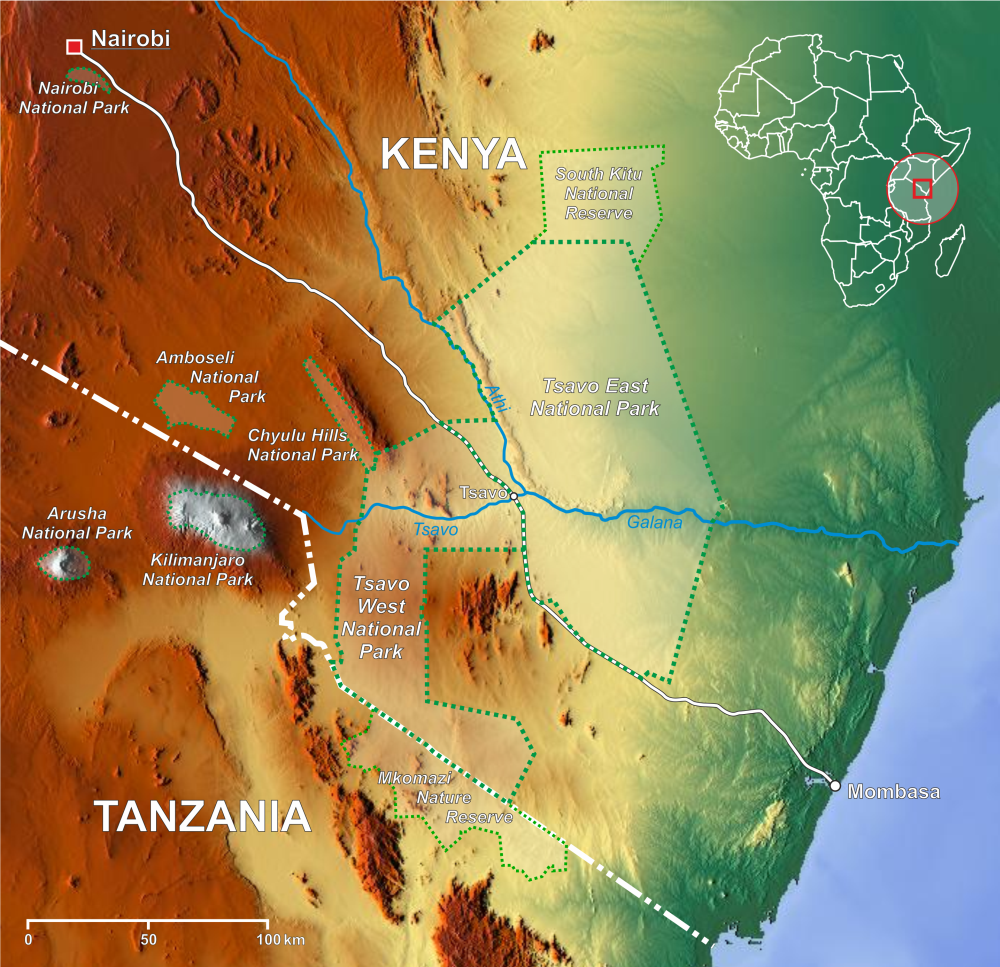
ツァボ川とツァボ国立公園

ツァボ川（ツァボがわ、スワヒリ語: mto Tsavo）は、ケニアリフトバレー州南部タンザニア国境近くのキリマンジャロ東麓を源流として海岸州の西部のツァボ西国立公園を通り東へ流れる川。下流域の主な水源で、多くの魚が生息。ツァボ付近でアティ川と合流しガラナ川と名前が変わり、ツァボ東国立公園内を更に東へ抜けマリンディへ流れる。ウガンダ鉄道建設の際の「ツァボの人食いライオン」で有名である。